# 성찬경
성찬경(成贊慶, 1930년 3월 21일~2013년 2월 26일)은 대한민국의 시인이다. 종교는 천주교이며, 세례명은 사도 요한이다.

## 생애
충청남도 예산 출신으로, 서울대학교 대학원 영문과 졸업했다. 1956년 조지훈의 추천으로 '문학예술'지를 통해 등단했으며,성균관대 교수를 지냈다. 2013년 2월 26일 심장마비로 세상을 떠났다.

## 가족
- 장남 성기완

## 수상
- 월탄문학상
- 공초문학상